# اعتلال معوي مرتبط باللمفوما تائية الخلايا
اللمفوما تائية الخلايا المرتبطة بالاعتلال المعوي (إي أيه تي إل)، وكان يُدعى سابقًا النوع الأول من اللمفوما تائية الخلايا المرتبطة بالاعتلال المعوي، وأُطلق عليه أحد المرات مصطلح اللمفوما تائية الخلايا من النوع المعوي (إي تي تي إل)، هو أحد مضاعفات الداء البطني التي تتميز بتطور لمفوما تائية خبيثة في مناطق الأمعاء الدقيقة المصابة بالتهاب شديد ناتج عن المرض. يعد نادرًا نسبيًا، لكنه يمثل النوع الأكثر شيوعًا من اللمفوما المعدية المعوية الأولية.
عُرفت اللمفوما تائية الخلايا المرتبطة بالاعتلال المعوي على أنها نوع واحد من لمفوما الأمعاء الدقيقة، ولكن تغير ذلك في عام 2008، إذ قسمت منظمة الصحة العالمية (دبليو إتش أو) المرض إلى نوعين فرعيين: 1) النوع الأول من اللمفوما تائية الخلايا المرتبطة بالاعتلال المعوي، والذي يحدث لدى الأفراد المصابين بالداء البطني، وهو اضطراب مناعي مزمن يتسبب في رد فعل التهابي تجاه الغلوتين الغذائي في الأقسام العلوية من الأمعاء بصورة رئيسية (مثل الصائم والاثني عشر)؛ 2) النوع الثاني من اللمفوما تائية الخلايا المرتبطة بالاعتلال المعوي، وهو اضطراب مشابه للنوع الأول يحدث دون وجود إصابة بالداء البطني. يشترك النوعان الأول والثاني بالعديد من الميزات المتشابهة، ولكن وجدت دراسات أُجريت بعد عام 2008 وجود بعض الاختلافات المهمة بين النوعين. في عام 2016، أعادت منظمة الصحة العالمية تعريف المرضين بصفتهما كيانين منفصلين، مع الاحتفاظ بمصطلح اللمفوما تائية الخلايا المرتبطة بالاعتلال المعوي لوصف اللمفوما المرتبطة بالداء البطني، أما النوع 2 فقد أُطلق عليه مصطلح اللمفوما تائية الخلايا الظهارية المعوية أحادية الشكل (ميتل). تعد اللمفوما تائية الخلايا المرتبطة بالاعتلال المعوي أكثر شيوعًا من اللمفوما الظهرية المعوية أحادية الشكل بنحو خمسة إلى عشرة أضعاف. حددت منظمة الصحة العالمية أيضًا نوعًا ثالثًا من اللمفوما المعوية تائية الخلايا والتي لا يمكن تصنيفها ضمن أي من النوعين السابقين، وأُطلق عليها مصطلح اللمفوما تائية الخلايا المحيطية غير المحددة.
تنشأ اللمفوما تائية الخلايا المرتبطة بالاعتلال المعوي من تحول خبيث للخلايا اللمفاوية داخل الظهارية في الأمعاء الصغيرة (آي إي إل). تعد هذه الخلايا مجموعة غير متجانسة من الخلايا اللمفاوية التائية بشكل رئيسي والتي تقع في الأنسجة الظهارية التي تتعرض للبيئة، مثل الغشاء المخاطي للقصبات والسبيلين التناسلي والهضمي. تتعرض الخلايا في هذه المناطق إلى المستضدات الغذائية وغير الغذائية والعوامل المرضية والعضويات غير المرضية والأنسجة الذاتية المتأذية وتنظم ردات الفعل المناعية. تتواجد هذه الخلايا في السبيل الهضمي في ظهارة الأمعاء الدقيقة والقولون والمعدة والمريء، وتقع بين الخلايا الظهارية التي تبطن تجويف هذه الأعضاء. تظهر الخلايا اللمفاوية واسمات تنشيط للقاتلات طبيعية والخلايا التائية السامة، وتحوي عوامل سامة مختلفة (مثل البيرفورين والغرانزيم) وبالتالي تعد قادرة على التسبب في أذية نسيجية شديدة في حال تنشيطها. في حال الإصابة بالداء البطني، تستجيب الخلايا اللمفاوية للغلوتيلينات الموجودة في الغلوتين الغذائي وتزداد عددًا وتصبح نشطة بصورة مرضية، ما يؤدي إلى التهاب مزمن يؤذي الخلايا المعوية، ويتداخل مع امتصاص المغذيات ويخلق بيئة مناسبة للتحول الخبيث نحو اللمفوما تائية الخلايا المرتبطة بالاعتلال المعوي.
يعتمد العلاج الأمثل للمفوما تائية الخلايا المرتبطة بالاعتلال المعوي على حميات تتضمن العلاج الكيميائي المكثف وزرع الخلايا الجذعية المولدة للدم، والتدخل الجراحي في حالات أمراض الأمعاء التضخمية أو السادة أو الانثقابية. تبلغ نسبة بقاء المريض نحو 20% لخمس سنوات. أدت الدراسات الحديثة التي ركزت على الخلايا اللمفاوية داخل الظهارية في اللمفوما تائية الخلايا المرتبطة بالاعتلال المعوي إلى فهم أكبر للمرض، واقترحت استراتيجيات أحدث تقوم على العلاج الكيماوي، بالإضافة إلى أهداف جزيئية جديدة قد تُهاجم علاجيًا لتحسين إنذار المرض.

## العلاج
يتضمن العلاج جرعات عالية من العلاج الكيمياوي ثم زراعة نخاع العظم الذاتية لأجل المحافظة على هدأة تامة أطول. بجانب ذلك، فقد وجدت الدراسات الحديثة أن جرعات عالية من العلاج الكيمياوي وزراعة نخاع العظم الذاتية تعطي نتائج أفضل في كبار السن المصابين باللمفوما اللاهودجكينية.